# Cent de la série du bicentenaire de Lincoln
La série du Cent du bicentenaire de Lincoln est une série de 4 pièces de 1 centime de dollar américain commémorant le bicentenaire de la naissance d'Abraham Lincoln. L'émission de cette série a eu lieu en 2009.

## Caractéristiques
| Usage          | Valeur | Diamètre | Poids  | Épaisseur | Métaux                                    | Tranche |
| -------------- | ------ | -------- | ------ | --------- | ----------------------------------------- | ------- |
| Circulante     | $ 0,01 | 19,05 mm | 2,50 g | 1,55 mm   | noyau : zinc 97,5 % plaqué : cuivre 2,5 % | Lisse   |
| Non circulante | $ 0,01 | 19,05 mm | 2,50 g | 1,55 mm   | noyau :Cuivre 95 % Étain/Zinc 5 %         | Lisse   |

## Avers

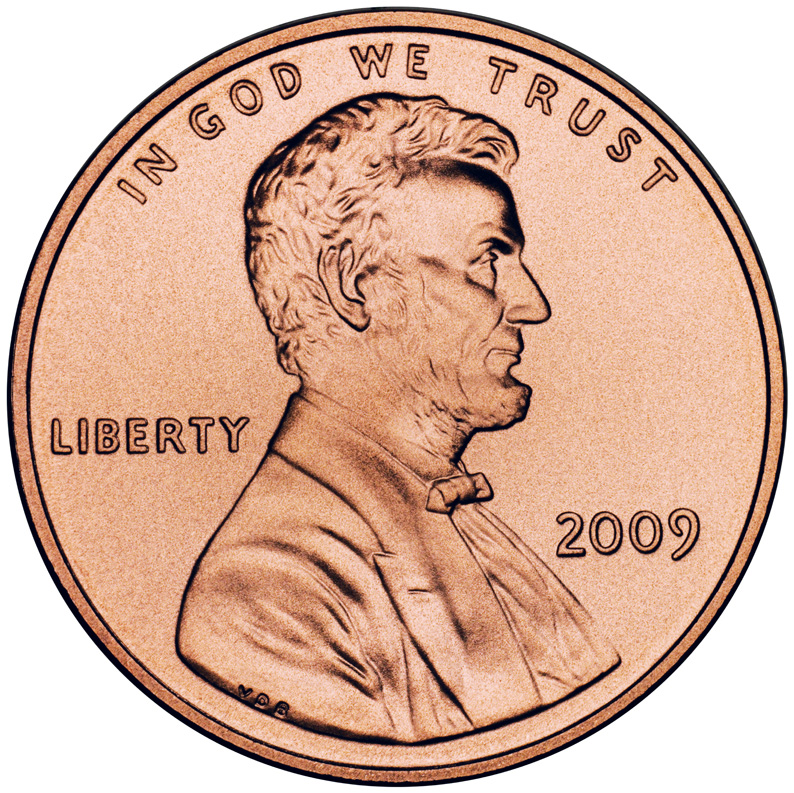
Avers des pièces commémoratives de 2009.

L'avers de la pièce est le même que ceux du Lincoln cent.
Il représente le profil droit d'Abraham Lincoln, 16e président des États-Unis  avec la légende In god we trust, le mot Liberty et le millésime 2009. 

## Revers

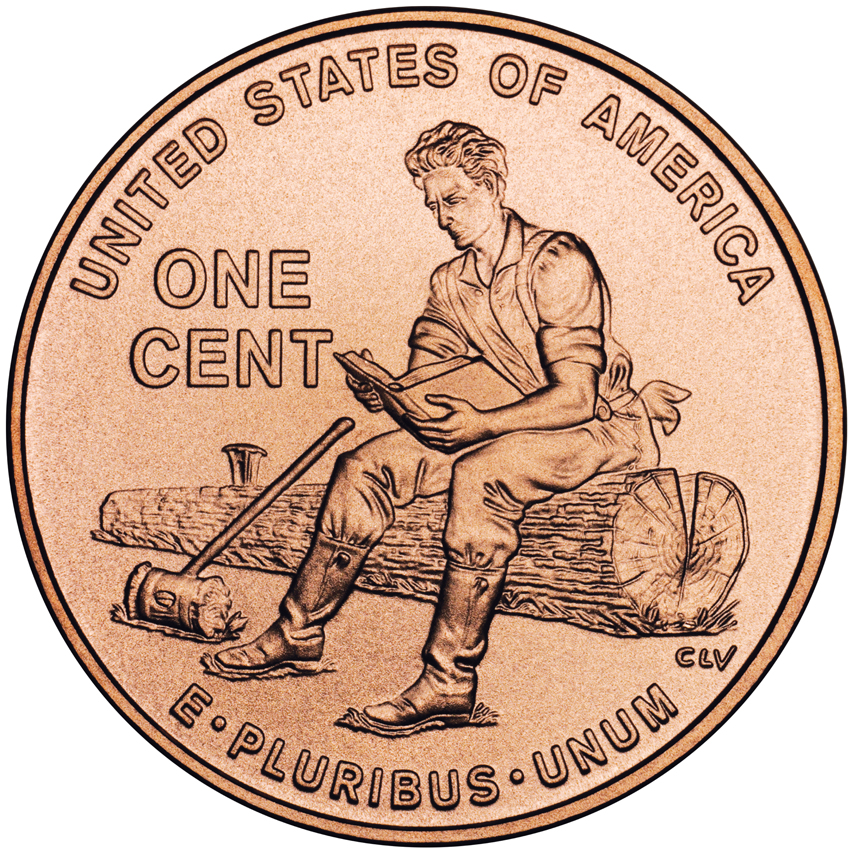
Formation dans l'Indiana.